# 真主黨—以色列衝突
真主党是一个成立于1982年的黎巴嫩什叶派伊斯兰政党和军事组织。它作为伊朗-以色列代理人冲突和以黎冲突的一部分，长期与以色列发生冲突。

## 历史
双方的首次交锋发生在黎巴嫩内战期间，当时的伊朗越来越多地介入到黎巴嫩内政当中。1982年黎巴嫩战争期间，在伊朗政府的资助和伊朗伊斯兰革命卫队的训练和监督下，真主党由不同的宗教教士带领着，从被叙利亚占领的黎巴嫩地区建立了起来，主要作为反对自由黎巴嫩国和以色列占领黎巴嫩南部的霍梅尼派武装力量。
真主党控制着黎巴嫩南部，依靠伊朗的支持与资助，在地区战争中作为伊朗的代理人。从真主党成立至今，消灭以色列国一直是真主党的核心目标。真主党不仅反对以色列的政府和政策，还反对每一个生活在以色列的犹太平民。据报道，该组织在1985年的宣言中称：“我们的斗争只有在这个实体（以色列）被彻底消灭时才会结束。我们不承认与它的任何条约、停火或和平条约。”

## 时间线
以色列与真主党之间的冲突是伊朗—以色列代理人冲突的一部分，涉及以下内容：
- 南黎巴嫩冲突（1985-2000），真主党是反对以色列和南黎巴嫩军的主要力量
- 2000–2006舍巴农场冲突，真主党与以色列之间的低级别边境冲突
- 2006 年黎巴嫩战争，真主党与以色列之间的军事冲突
- 2015年1月马兹拉特·阿迈勒（Mazraat Amal）事件和2015年1月谢巴农场事件
- 叙利亚内战期间以色列—叙利亚停火线事件
- 叙利亚内战期间伊朗-以色列冲突
- 北盾行动
- 2023年以色列-黎巴嫩炮击事件
- 以色列—真主党冲突（2023 年至2024年）